# Kràsnaia Gorka (Iurovka)
|  | Per a altres significats, vegeu «Kràsnaia Gorka». |

Kràsnaia Gorka - Красная Горка (rus) - és un khútor del krai de Krasnodar, a Rússia. Es troba a la vora esquerra del riu Kuban. És a 28 km al nord d'Anapa i a 120 km a l'oest de Krasnodar.
Pertany al poble de Iurovka.